# Veedersburg (Indiana)
Veedersburg es un pueblo ubicado en el condado de Fountain en el estado estadounidense de Indiana. En el Censo de 2010 tenía una población de 2180 habitantes y una densidad poblacional de 309,79 personas por km².

## Geografía
Veedersburg se encuentra ubicado en las coordenadas 40°6′46″N 87°15′24″O / 40.11278, -87.25667. Según la Oficina del Censo de los Estados Unidos, Veedersburg tiene una superficie total de 7.04 km², de la cual 7.04 km² corresponden a tierra firme y (0%) 0 km² es agua.

## Demografía
Según el censo de 2010, había 2180 personas residiendo en Veedersburg. La densidad de población era de 309,79 hab./km². De los 2180 habitantes, Veedersburg estaba compuesto por el 94.77% blancos, el 0.09% eran afroamericanos, el 0.46% eran amerindios, el 0.09% eran asiáticos, el 0% eran isleños del Pacífico, el 3.62% eran de otras razas y el 0.96% pertenecían a dos o más razas. Del total de la población el 6.24% eran hispanos o latinos de cualquier raza.